# Рідсвілл (Джорджія)
Рідсвілл (англ. Reidsville) — місто (англ. city) в США, в окрузі Теттнолл штату Джорджія. Населення — 2515 осіб (2020).

## Географія
Рідсвілл розташований за координатами 32°5′13″ пн. ш. 82°7′27″ зх. д. / 32.08694° пн. ш. 82.12417° зх. д. (32.087052, -82.124215).  За даними Бюро перепису населення США в 2010 році місто мало площу 19,92 км², з яких 19,61 км² — суходіл та 0,31 км² — водойми.

## Демографія
Згідно з переписом 2010 року, у місті мешкали 4944 особи в 1072 домогосподарствах у складі 652 родин. Густота населення становила 248 осіб/км².  Було 1312 помешкання (66/км²).
Расовий склад населення:
| - 49,3 % — білих - 47,4 % — чорних або афроамериканців - 0,5 % — азіатів - 0,1 % — вихідців з тихоокеанських островів - 0,1 % — корінних американців - 2,0 % — осіб інших рас |

До двох чи більше рас належало 0,6 %. Частка іспаномовних становила 5,2 % від усіх жителів.
За віковим діапазоном населення розподілялося таким чином: 13,1 % — особи молодші 18 років, 78,2 % — особи у віці 18—64 років, 8,7 % — особи у віці 65 років та старші. Медіана віку мешканця становила 37,1 року. На 100 осіб жіночої статі у місті припадало 255,7 чоловіків;  на 100 жінок у віці від 18 років та старших — 302,7 чоловіків також старших 18 років.
Середній дохід на одне домашнє господарство  становив 33 993 долари США (медіана — 16 729), а середній дохід на одну сім'ю — 48 441 долар (медіана — 34 353). За межею бідності перебувало 47,0 % осіб, у тому числі 59,8 % дітей у віці до 18 років та 32,1 % осіб у віці 65 років та старших.
Цивільне працевлаштоване населення становило 810 осіб. Основні галузі зайнятості: освіта, охорона здоров'я та соціальна допомога — 16,9 %, роздрібна торгівля — 14,7 %, виробництво — 13,0 %.